# Alin Firfirică
Alin Alexandru Firfirică (né le 3 novembre 1995) est un athlète roumain, spécialiste du lancer de disque.

## Carrière
Le 6 juin 2015, il porte son record personnel à 61,04 m à Pitești. Le 10 juillet 2015, il remporte la médaille d'or lors des Championnats d'Europe espoirs 2015 à Tallinn avec un lancer supérieur à 60 m. En catégorie espoirs, il termine 2e de la Coupe d'Europe hivernale des lancers 2016 à Arad. Le 23 juillet 2016, il porte son record à 65,03 m à Leiria.
Il termine 4e aux championnats du monde 2019 à Doha avec 66,46 m, derrière Daniel Ståhl, Fedrick Dacres et Lukas Weißhaidinger.

## Palmarès
| Date | Compétition                | Lieu     | Résultat | Marque  |
| ---- | -------------------------- | -------- | -------- | ------- |
| 2019 | Championnats du monde      | Doha     | 4e       | 66,46 m |
| 2022 | Championnats du monde      | Eugene   | 7e       | 65,57 m |
| 2022 | Championnats d'Europe      | Munich   | 7e       | 64,35 m |
| 2023 | Coupe d'Europe des lancers | Leiria   | 2e       | 63,78 m |
| 2023 | Jeux de la Francophonie    | Kinshasa | 1er      | 64,39 m |
| 2024 | Coupe d'Europe des lancers | Leiria   | 1er      | 66,07 m |
| 2024 | Jeux olympiques            | Paris    | 11e      | 64,45 m |

## Records
| Épreuve          | Performance | Lieu    | Date              |
| ---------------- | ----------- | ------- | ----------------- |
| Lancer du poids  | 17,31 m     | Pitești | 7 juillet 2017    |
| Lancer du disque | 67,32 m     | Chorzów | 14 septembre 2019 |